# Phenacoccus cajonensis
Phenacoccus cajonensis är en insektsart som beskrevs av Mckenzie 1967. Phenacoccus cajonensis ingår i släktet Phenacoccus och familjen ullsköldlöss. Inga underarter finns listade i Catalogue of Life.